# Карлос Видал
Карлос Видал Лепе (24. фебруара 1902 — 7. јуна 1982)  био је чилеански фудбалер. Играо је на позицији нападача. Представљао је чилеанску репрезентацију на ФИФА-ином светском првенству 1930.

## Репрезентативни голови
| Датум         | Место одржавања                         | Противник | Резултат | Такмичење                         |
| ------------- | --------------------------------------- | --------- | -------- | --------------------------------- |
| 16. јула 1930 | Стадион Сентенарио, Монтевидео, Уругвај | Мексико   | 1–0      | Светско првенство у фудбалу 1930. |
| 16. јула 1930 | Стадион Сентенарио, Монтевидео, Уругвај | Мексико   | 3 –0     | Светско првенство у фудбалу 1930. |